# Benet Casablancas
Benet Casablancas (n. Sabadell, localidad cercana a Barcelona, el 2 de abril de 1956) es compositor y musicólogo. Durante el período 2002-2014 fue director académico del Conservatorio Superior de Música del Liceo (Barcelona), centro del que es actualmente profesor invitado y Consejero Artístico.

## Biografía
Benet Casablancas se forma musicalmente en Barcelona (Antoni Ros-Marbà, Joan Guinjoan y Josep Soler) y en Viena, perfeccionando sus estudios de composición con Friedrich Cerha y de Análisis con Karl-Heinz Füssl. Es también licenciado en filosofía por la Universidad Autónoma de Barcelona y doctor en Musicología por la misma universidad. Sus obras, objeto de numerosos encargos y distinguidas con numerosos premios nacionales e internacionales (Ciutat de Barcelona, Musician's Accord de Nueva York, Premio Nacional del Disco del Ministerio de Cultura, Composer's Arena de Ámsterdam, JJ.MM. de Barcelona, Oscar Esplà, Ferràn Sors, etc.), se interpretan con regularidad en los principales escenarios de Europa, Canadá, EE. UU., Japón y Hispano-América por grupos, solistas y directores del mayor prestigio (The London Sinfonietta, Ensemble Contemporain de Montréal, Ensemble 13 de Baden-Baden, Arditti Quartet, Ensemble Notabu de Düsseldorf, Orchestre de Chambre de Lausanne, Trio à cordes de Paris, Orquestra de Cambra Teatre Lliure, Solistes de Cadaqués, Ensemble Insomnio de Utrecht, Leipziger Streichquartett, Orquesta Nacional de España, Orquesta Sinfónica de Barcelona y Nacional de Cataluña, Sinfónicas de Galicia, Granada, Tenerife, RTVE, JONDE, Castilla y León, Comunidad de Madrid, Filarmonía de Galicia, Hermitage de San Petersburgo, Orquesta Sinfónica de la BBC, Orquesta Filarmónica de Londres, Symfoni Orkester Malmö, National Youth Symphony Orchestra of the Netherlands, Seattle Chamber Players, Barcelona 216, Plural Ensemble, Orquesta Grupo Enigma, Trio Arbós, Proyecto Gerhard, Brouwer Trio, J. Colom, J. Masó, M. Villalba, A. Sukarlan, A. Besses, A. Attenelle, Trio Kandinsky, Modus Novus, J. Pons, M.A. Schlingensiepen, V. Petrenko, F. Ollu, A. Ros-Marbà, E. Colomer, J.R. Encinar, U. Pöhl, S. Mas, M. Reichert, F.P. Decker, L. Foster, B. Güller, Horu Andreescu, A. Gil-Ordóñez, E. Martínez, M. Valdivieso, S. Serrate, A. Soriano, etc.).
Casablancas ha combinado siempre la composición con la docencia y la investigación. Ha sido asesor de diferentes instituciones y patrón de diversas fundaciones, publicando numerosos artículos sobre temas históricos y analíticos ('The New Grove', 'Arietta', Quodlibet), así como el celebrado libro 'El humor en la música. Broma, parodia e ironía' (Reichenberger, 2000). Ha sido jefe de materias teóricas en diferentes conservatorios del país, Director pedagógico de la Joven Orquesta Nacional de Cataluña (JONC) y profesor asociado de la Universidad Pompeu Fabra de Barcelona, siendo reclamado con frecuencia como jurado en concursos de composición e interpretación musicales europeos, labor que compagina con una intensa actividad como profesor invitado en diferentes centros de ámbito internacional. Durante muchos años ha colaborado estrechamente con los 'Cursos de Especialización Musical' de la Universidad de Alcalá de Henares. Durante los años 2002-2014 fue director académico del Conservatorio Superior de Música del Liceo, centro del que es actualmente Profesor y Consejero Artístico, responsabilidad que se suma a su tarea compositiva y de investigación. Casablancas es miembro y patrono de las Fundaciones A.C.A de Búger (Palma de Mallorca), Bosch i Cardellach de Sabadell, Orquesta Simfònica del Vallès y de la Fundación Antonio Gala de Córdoba.
Su extensa producción, guiada por la salvaguarda de su independencia personal y estética y dotada de una inequívoca vocación expresiva, comprende una gran diversidad de géneros y formatos. La crítica ha destacado en la misma su preocupación por equilibrar el rigor constructivo y la fuerza expresiva, el temple dramático y el registro lúdico, en el marco de un discurso en el que conviven un lenguaje armónico progresivamente luminoso, la viveza rítmica, un creciente refinamiento tímbrico y el virtuosismo de la escritura instrumental. Su 50 aniversario fue celebrado durante la temporada 2006-07 con distintos conciertos monográficos dedicados a la integral de su música pianística, encomendada a los pianistas J. Masó y M. Villalba (Gerona), y que fue posteriormente grabada en disco para el sello Naxos, a la música vocal y para pequeñas formaciones (Homenaje a Benet Casablancas, Auditorio Josep Carreras de Vilaseca) y a la música de cámara, por el Grup Modus Novus, con dirección de Santiago Serrate (Madrid y Sabadell). En la actualidad trabaja en sendos encargos para Arditti Quartet, el Grupo Modus Novus y el Coro de Cámara del Palau, así como en una nueva obra para orquesta. Entre las próximas reposiciones destacan las de 'Alter Klang' (Orquesta Filarmónica de Gran Canaria, 2007; National Youth Symphony Orchestra of the Netherlands, 2008; Malmö Symfoni Orkester, 2009; Orchestre National de Belgique, 2009), 'Tres Epigramas' (Orquesta de la RTVE, 2007), 'New Epigrams' (Contemporary Music Ensemble Oberlin, Ohio, 2007) y 'Siete Escenas de Hamlet' (BBC Symphony Orchestra, 2008). Este mismo año fue objeto de un Concierto Monográfico en el Musikverein de Viena, evento que marca un punto álgido en la difusión internacional de su música.
Casablancas recibió en el año 2007 el Premio Nacional de Música otorgado por la Generalidad de Cataluña. En el año 2008 sus "New Epigrams" fueron seleccionados por la Sociedad Internacional de Música Contempòránea (SIMC) para representar a España en los World Music Days 2008 de Vilnius). Entre los proyectos más recientes figuran la gira por Japón que tuvo lugar en diciembre de 2009, serie de conciertos y conferencias realizada en colaboración con el Trío Kandinsky y que llevó su música a Tokio, Nagoya y Osaka, y el Composer Portrait celebrado con gran éxito en el Miller Theatre at Columbia University New York (2010), cuyo programa incluyó la prémière en Estados Unidos de sus divulgadas "Siete Escenas de Hamlet" y el estreno absoluto de "Four Darks in Red", basada en la pintura homónima de Mark Rothko, encargo de George Steel, a la sazón director artístico del Miller Theatre, para la ocasión. Fueron sus intérpretes el Perpectives Ensemble (dir. art. Sato Moughalian) y el actor Chuck Cooper, todos ellos bajo la dirección de Ángel Gil-Ordóñez.
Entre los encargos en curso de realización destacan los recibidos de la Royal Liverpool Philharmonic Orchestra (2010), el Ensemble 88 de Maastricht (2010), el Ensemble Cantus Croatia para la Biennal de Zagreb 2011, Fundación Autor y la Asociación de Orquestas Españolas (AEOS), el pianista Diego Fernández Magdaleno (homenaje a Jordi Savall), y la Foundation for Iberian Music at The City University New York.
En 2011 Benet Casablancas firmó un contrato de edición con The Music Sales Group (grupo al que pertenecen editoriales como UME, Chester-Novello y Schirmer).  El resto de su producción está editada principalmente por Tritó Edicions, EMEC y Boileau.http://www.chesternovello.com/Default.aspx?TabId=2434&State_2912=2&newsId_2912=2452</ref>
En 2013 Casablancas fue distinguido con el Premio Nacional de Música 2013, en la modalidad de composición, que otorga el Ministerio de Cultura español, por “la madurez y maestría alcanzadas en su música, reconocibles en su aportación a los distintos géneros que integran su catálogo, así como por la amplia difusión internacional alcanzada por sus obras”.
Recientmente Casablancas ha sido nombrado Compositor en Residencia de la Orquesta Sinfónica de Barcelona y Nacional de Cataluña durante las temporadas 2013-14 y 2014-15. Actualmente trabaja en sendos encargos del CNDM de Madrid (JONDE y Festival de Granada), y del Ensemble Reconsil de Viena, así como en su primera ópera, "L´enigma di Lea", basada en una idea original y libreto de Rafael Argullol, encargo del Gran Teatro del Liceo, donde fue estrenada en la temporada 2018-2019.
Durante la temporada 2022-23 fue nombrado Compositor Residente del Centro Nacional de Difusión Musical (CNDM) (Inaem, Ministerio de Cultura). Con este motivo se programaron más de 30 obras y recibió varios encargos, muy particularmente el de la Orquesta Nacional de España, para la composición del Concierto para violín ("The Door in the Wall", H. G. Wells), que fue estrenado por la aclamada virtuosa Leticia Moreno y la Orquesta Nacional de España, dirigida por el maestro David Afhkam, en el Auditorio Nacional de España en Madrid (marzo de 2023). En otoño de este mismo año tuvo lugar el Estreno Mundial de Pluie oblique. Épigrammes Pessoëns (String quartet no. 6), encargo del Auditorio de Gerona y el Palacio de la Música de Barcelona, a cargo del celebrado conjunto francés Quatuor Diotima. Coincidiendo con ello, el Moonwinds Ensemble (dir. art. Joan Enric Lluna) inauguraba la nueva Residencia de Casablancas en la temporada de JJ.MM. de Sabadell en el Teatro Principal de Sabadell, que se prolongará hasta el año 2025, y que compaginará con otros proyectos, entre ellos el encargo recibido de una fundación danesa para escribir un nuevo Concierto para la prestigiosa solista internacional Michala Petri.

## Sobre su obra. Técnica, Estilo y Estética
La composición en el año 1990 de los "Epigramas" para seis músicos, que abría así la colección de piezas que comparten dicho término (y que incluye también obras para piano, para orquesta de cámara y para la gran orquesta sinfónica), marcó un importante punto de inflexión en el lenguaje musical del autor; evolución desde la temprana ascendencia de las técnicas formales del serialismo hacia un idioma más abierto, rico en implicaciones y sensual, que pone de manifiesto un renovado pensamiento armónico, rítmico, textural e instrumental. La búsqueda de un equilibrio entre el rigor constructivo y la fuerza expresiva es otra de sus constantes, así como la exploración tímbrica y el gusto por el detalle. Música que aspira a conmover, buscando la comunicación y complicidad con sus oyentes, pero sin renuncias ni concesiones de ningún tipo. El propio compositor ha recogido sus opiniones en diversos escritos y entrevistas. La producción de Casablancas abarca un amplio abanico de géneros y formatos, aunque los tiempos recientes han sido particularmente prolíficos en el terreno orquestal; desde 2005, compone “The Dark Backward of Time” (a partir de “The Tempest” de Shakespeare), “Alter Klang. Impromptu para Orquesta a partir de Klee” y “Darkness visible. Nocturno para orquesta” (a partir de Milton). Tomar como fuente de inspiración las pinturas de artistas como Paul Klee, Mark Rothko o Pablo Picasso es otro de los signos distintivos del universo poético de Casablancas, aspirando a generar fructíferas interacciones entre diferentes campos artísticos, no únicamente con la poesía y la literatura. Algunas de sus obras recientes alcanzan, al mismo tiempo, un nuevo tipo de libertad rítmica y fluidez formal, próxima al carácter de una improvisación, juntamente con un renovado sentido de la claridad armónica, como es el caso de piezas pianísticas como los tres "Haiku" (2007) o el "Impromptu" (2009), este último encargo del Festival Atempo de (Caracas/Paris/Barcelona) para la pianista finlandesa Kristiina Junttu.

## Obras más significativas
- Cinco Interludios -Quasi variazioni- (1983; cuarteto de cuerda)
- Siete Escenas de Hamlet (1989; orquesta de cámara)
- Movimiento para trio (1984; violín, violonchelo y piano)
- Cuarteto de cuerda No.2 (1992; cuarteto de cuerda)
- Petita Música Nocturna (1992; flauta, clarinete, arpa, piano, percusión)
- Trio de cuerda (1992; violín, viola, violonchelo)
- Encore (1992; violín y piano)
- Introducción, Cadenza y Aria (1993; violín, clarinete, violonchelo y piano)
- Hoja de Álbum. Variación sobre un tema de F. Schubert (1993; piano)
- Epigramas (1994; sexteto)
- In modo di passacaglia (1992–1996; flauta, clarinete, arpa, piano, contrabajo)
- Dos Piezas para clarinete y piano (1993/1997; clarinete y piano)
- Díptico para guitarra solo (1996, 2004)
- Tríptico para violonchelo solo (1996)
- New Epigrams (1997; orquesta de cámara)
- Scherzo (2000; piano)
- Tres Epigramas (2000; orquesta)
- Celebración (2001; orquesta de cámara)
- Tres Bagatelas para piano (2001–2003; piano)
- Melancolías y desabrimientos para contrabajo y piano (2005)
- The Dark Backward of Time (2005; orquesta)
- Tre Divertimenti (2006; dúo de piano)
- Intrada sobre el nombre de Dalí: Variaciones sobre tres notas (2006; orquesta)
- Alter Klang (2006; orquesta)
- Three Haiku (2008; piano)
- Jo tem la nit... (2008; coro mixto y piano)
- String Quartet No.3 (2009; cuarteto de cuerda)
- Darkness Visible (2009; orquesta)
- Four Darks in Red, after Rothko (2009; orquesta de cámara)
- Impromptu (2009; piano)
- Dove of Peace: Homage to Picasso (Chamber Concert No.1 for clarinet and ensemble) (2010; orquesta de cámara)
- Six Glosses on texts by Cees Nooteboom (2010; fl, cl, perc, pno, vl, vc)
- …der graue Wald sich unter ihm schüttelte (Chamber Concert No.2 for horn and ensemble) (2011; orquesta de cámara)
- Jubilus (2011; piano)
- Tres Interludios (2011; orquesta)
- Sí, a Montsalvatge!" (2012; piano)
- "Dance, Song and Celebration" (2012; orquesta de cámara)
- "Obertura Festiva" (2013; orquesta)
- Mokusei Gardens. A Viennese Notebook (2014; encargo del Reconsil Ensemble de Viena)
- L'enigma di Lea (opera) (2018; encargo del Gran Teatre del Liceu de Barcelona)
- Pluie oblique. Épigrammes Pessoëns (String quartet no. 6) (2021; encargo de L'Auditori de Girona y el Palau de la Música de Barcelona)
- Concierto para Violín y orquesta - The door in the wall (H. G. Wells) - (2022; encargo de la Orquesta Nacional de España y el CNDM)
- 'Quadern de Haikus (2021, para flauta, clarinete, violín, violonchelo y piano; Premio Beca Ciutat de Barcelona)
- Estampas de Kwaidan (2013, para clarinete, violonchelo y piano; encargo del Centro Nacional de Difusión Musical (CNDM) de Madrid)
- Tríptic del Marquet -sobre textos de Josep-Ramon Bach- (2024, para coro mixto)

## Discografía seleccionada
- The London Sinfonietta plays Casablancas, Guinjoan Et Al. Ensayo Perspectives ENY-2001[29][30]
- Epigrams, String Trio, Introduction, Cadenza and Aria, String Quartet nr. 2, New Epigrams, Album Leaf, Two Notations, Aphorism, Three Epigrams

Various performers (London Sinfonietta, Arditti Quartet, Barcelona SO, BCN 216, etc).
EMEC/Fundació Música Contemporània E-068 (2005)
- Five Interludes for String Quartet, Two Piano Pieces, Three Piano Pieces, Scherzo, Mouvement for Trio, Little Night music, Two Songs, Celebration

Various performers. Columna Música 1CM0112 (2004)
- Piano Music (Three Bagatelles, Tombeau, Three Divertimenti for piano duet, Album Leaf, etc)

Jordi Masó, Miquel Villalba. Naxos 8.570757 (2008)
- The Dark Backward of Time, Love Poem, Intrada on the name of Dalí, Epigrams, Postlude

Barcelona Symphony Orchestra, Ofèlia Sala, cond: S. Mas. Naxos 8.579002 (2010)
- Seven Scenes from Hamlet and other chamber works

Ensemble Barcelona 216, cond: M. Valdivieso. Naxos 8.579004 (2010)

## Premios
- I y III Tribunas de la Fundación Juan March de Madrid (1982, 1984)
- Premi Internacional Ferran Sors (1984)
- II Musician's Accord New York (1986)
- XVI Premio Internacional Óscar Esplà (1988)
- Premio Nacional del Disco del INAEM, otorgado por el Ministerio de Cultura de España (1988)
- Ciutat de Barcelona (1992)
- Composer's Arena (Foundation Gaudeamus de Ámsterdam, 1996)
- Premio Nacional de Música de la Generalidad de Cataluña (2007)
- Finalista del Prix de Composition Musicale, concedido por la Fondation Prince Pierre de Monaco, con la partitura sinfónica “The Dark Backward of Time”[33]
- Premio Nacional de la Música de España.[34] (2013)
- I Premio Alícia a la Autoria que otorga la Acadèmia Catalana de la Música, 2019 [35] [36]
- I Premi El Temps de les Arts de Música Clàssica que concede El Temps de les Arts (Fundación Francesc Eiximenis), 2021 [37] [38]